# Whitstable
Whitstable est une ville côtière et station balnéaire du nord-est du Kent en Angleterre. Elle fait partie du district de Canterbury et possède une population d’environ 30 000 habitants.
Connue également sous le nom de « Perle du Kent », Whitstable est célèbre pour ses huîtres qui y sont ramassées depuis le temps des Romains. Whitstable attire les touristes par son patrimoine maritime et est célèbre grâce à son festival annuel de l’huître qui se déroule en juillet. Les produits de la pêche se retrouvent par ailleurs dans les restaurants de la ville.
En 1830, la première ligne de chemin de fer (Canterbury and Whitstable Railway) pour passagers au monde y fut inauguré. Un port fut ouvert en 1832 et la liaison fut alors allongée pour permettre de relier le port à la ville de Londres. Alors que cette voie ferrée est aujourd’hui fermée, le port joue toujours un rôle important dans l’économie de la ville.

## Histoire
Des fouilles archéologiques indiquent que la zone était déjà habitée durant le Paléolithique, l’âge du bronze et l’âge du fer. Les huîtres y étaient récoltées déjà au temps des romains et des traces montrent la présence passée de commerce et de production de sel par les Saxons. 
La ville fut reprise dans le Domesday Book de 1086 sous le nom de Witenestaple qui signifie "le point de rencontre de la poste blanche" qui se réfère à un nom local. Witenestaple était alors une zone administrative qui s’étendait de la côte jusqu’au village de Blean à 3 km au nord de Canterbury. La zone comprenait trois manoirs à Seasalter, Northwood et Swalecliffe. Ceux de Seasalter et de Swalecliffe étaient la possession de l’église tandis que celui de Northwood appartenait à un noble au service du roi. Les poissonneries se trouvaient dans le manoir de Seasalter, une salaison existait dans le manoir de Northwood et des porcheries se trouvaient dans la forêt de Blean En 1226, le nom devint Whitstaple. Vers 1300, des salaisons furent ouvertes dans le manoirs de Seasalter et en 1325, une digue y fut construite pour se protéger des inondations maritimes.
En 1413, les trois manoirs se réunirent pour former le manoir de Whitstaple. Au XVIe siècle, le manoir fut pris à l’église par le roi Henri VIII d'Angleterre et offert aux nobles. La localité de Tankerton fut rattachée au domaine en 1574 où une usine de cuivre fut créée en 1588 jusqu’aux environs de 1830. En 1610, le nom devint Whitstable.
Au milieu du XVIIIe siècle, les marchandises et les passagers étaient transportés par bateaux entre la ville et Londres et une route payante fut construite jusqu'à la ville de Canterbury.  La ville se développa ainsi en tant que ville balnéaire. En 1790, le manoir fut vendu à un particulier. Le droit de récolter les huîtres fut acheté en 1793 par la compagnie huitrière des Free Fishers and Dredgers. 
Le 3 mai 1830, le premier train à vapeur pour passagers fut mis en fonctionnement par la compagnie "Canterbury and Whitstable Railway". La voie allait de l’ouest de Canterbury jusqu'au centre-ville de Whitstable. La ligne de 10 km fut dessinée par William James et construite pour un prix de 83.000 livres sterling. La locomotive était une "Invicta" construite par Robert Stephenson de Newcastle pour 635 livres sterling,.
Le port de Whitstable fut ouvert en 1932 par la compagnie ferroviaire et la voie fut allongée pour permettre de charger les trains directement par les bateaux. Un quai fut ainsi construit pour transférer les marchandises. Le port importait du charbon en provenance de Northumberland et était conduit jusque Canterbury ou vers Croydon et Reigate. 
En 1834, le premier ticket à la saison fut vendu par la compagnie pour permettre aux résidents de Canterbury de se rendre régulièrement en villégiature dans la ville balnéaire. Jusqu’à sa démolition en 1970, Whitstable possédait également le plus vieux pont ferroviaire au monde.
La locomotive a été restaurée depuis 1980 pour fêter les 150 ans de la ligne.

## Vie politique
Aux élections générales de 2005, le parti conservateur anglais a remporté les élections avec 44,4 % des voix. Le parti travailliste remporta 28,7 % des suffrages, les démocrates 21,1 %, les verts 3,2 %, les indépendantistes anglais 2,0 % et un candidat indépendant 0,7 %.
Whitstable, avec Herne Bay et Canterbury font partie du district de Canterbury. La ville comporte également les cinq cantons électoraux de Tankerton, Seasalter, Chestfield and Swalecliffe, Gorrell et Harbour. Ces cantons possèdent 12 des 50 sièges du district. Lors des élections locales de 2007, 10 de ces sièges ont été pris par les conservateurs et deux par les travaillistes.

## Géographie

Situation de la ville

Whitstable 51° 21′ 39″ N, 1° 01′ 33″ E est situé au nord-est des côtes du Kent. La ville se situe à l’est de l’embouchure du chenal Swale dans l’estuaire de la Tamise. La ville se trouve à 3 km à l’ouest de la ville côtière de Herne Bay, à 8 km au nord-est de la ville de Faversham et à 8 km au nord de Canterbury. 
Les villages de Tankerton, Swalecliffe et Chestfield sont situés à l’est de la ville, Seasalter à l’ouest, et South Street au sud. Une zone forestière protégée du nom de Duncan Down se situe au sud-est.

### Pollution
L'entreprise censée traiter les eaux usées les déverse régulièrement dans la mer, générant une forte pollution. Les plages à proximité de la ville sont par conséquent régulièrement inaccessibles.

### Géologie
Le sous-sol est surtout constitué d’Argile de Londres qui recouvre l’essentiel de la partie septentrionale du Kent. La partie occidentale de la ville est bâtie sur des alluvions provenant du chenal Swale et des digues sont présentes pour éviter les indondations. L’altitude augmente doucement vers l’est. Le nord-est du Kent a par ailleurs été désigné comme site d’intérêt scientifique.

### Climat
Les températeures maximales de l’est du Kent sont relevées en juillet et en août avec des températures aux alentours des 21 °C. Les mois les plus froids sont janvier et février avec des températures moyennes minimales d'environ 1 °C. Les températures moyennes sont d’un demi degré supérieures à la moyenne nationale ce qui s’explique par la proximité de la mer. 
La pluviométrie annuelle est d’environ 728 mm d’eau pour une moyenne nationale de 838 mm. Les mois d’octobre à janvier sont les plus pluvieux.
| Mois                                                      | J   | F    | M    | A    | M    | J    | J    | A    | S    | O    | N    | D    | Année |
| --------------------------------------------------------- | --- | ---- | ---- | ---- | ---- | ---- | ---- | ---- | ---- | ---- | ---- | ---- | ----- |
| Températures moy. min. (sous abri, normales) °C           | 1,5 | 1,3  | 2,8  | 4,3  | 7,3  | 9,9  | 12,2 | 12,2 | 10,1 | 7,2  | 3,9  | 2,6  | 6,3   |
| Températures moy. max. (sous abri, normales) °C           | 7,1 | 7,2  | 9,9  | 12,1 | 15,9 | 18,7 | 21,3 | 21,6 | 18,4 | 14,5 | 10,3 | 8,0  | 13,8  |
| Précipitations (hauteur moyenne en mm, période 1971-2000) | 72  | 44,7 | 53,5 | 50,8 | 45,3 | 51,8 | 47,1 | 55,9 | 65,3 | 85,4 | 78,7 | 77,3 | 727,9 |
| Source : Office Météo                                     |     |      |      |      |      |      |      |      |      |      |      |      |       |

### Transport
La gare de Whitstable se trouve sur la ligne reliant Ramsgate à la gare Victoria ou St Pancras de Londres. Les autres gares sur cette voie sont Broadstairs, Margate, Herne Bay, Faversham, Gillingham, Rochester et Bromley South. La gare est à 1h20 de la gare de Londres. 
Des bus relient régulièrement les localités de Herne Bay et de Canterbury. La route A299 relie la ville à l’autoroute M2 au niveau de Faversham.

## Démographie
Selon le recensement 2001 du Royaume-Uni, le canton électoral de Whitstable avait une population de 30 195 habitants pour une densité de 10,3 personnes par hectare.
La zone abrite 98,2 % de blancs. Le lieu de naissance est localisé à 95,5 % au Royaume-Uni, à 1,6 % en Irlande, à 1,2 % dans les autres pays européens et à 2,7 % ailleurs dans le monde. La religion prédominante est la religion chrétienne avec 74,8 %. On trouve également 15,8 % d’agnostiques, 0,3 % de musulmans, 0,3 % de bouddhistes, 0,2 % de juifs, 0,1 % d'hindous et 0,1 % de Sikhs.
5 % de la population se situe dans la tranche 0–4 ans, 14 % dans la tranche de 5–15 ans, 4 % dans la tranche de 16–19 ans, 28 % dans la tranche de 20–44 ans, 26 % dans la tranche de 45–64 ans et 23 % dans celle de plus de 65 ans. La ville a donc une proportion plus élevée de plus de 65 ans par rapport à la moyenne. C’est en effet un lieu de résidence privilégié des retraités anglais.
35,6 % de la population de 16 à 74 ans a un emploi à temps plein, 13,4 % à temps partiel, 10,4 % sont indépendants, 2,5 % sont sans emploi, 2,4 % sont des étudiants avec un travail, 3,4 % des étudiants sans travail, et 18,8 % sont des retraités. Ce taux de 18,8 % est lui aussi plus élevé que la moyenne nationale (13,5 %). Par contre, le taux de chômage est plus bas qu’au niveau national (3,3 %).

## Économie
L’activité principale du port est la pêche, le transit et le stockage des marchandises provenant des cargos.
Le port  abrite également d’autres entreprises dans d’autres domaines comme la maintenance d’éoliennes Offshore. 
Des parcs industriels à l’extérieur de la ville accueillent de petites entreprises et des bureaux
Le tourisme est très importante dans l’économie locale. La construction d’infrastructures est toujours en expansion afin d’accueillir plus de touristes

## Éducation
L’école secondaire de Whitstable se nomme Collège de la communauté de Whitstable (Community College Whitstable). Jusqu’en 1998, il se nommait l’école Sir William Nottidge. Beaucoup d’étudiants partent vers les écoles des villes importantes comme Faversham et Canterbury.
L’école primaire publique se nomme Whitstable Junior School. Il existe également plusieurs écoles primaires privées. Une section du collège de Canterbury se trouve également dans le centre-ville et il propose des formations spécifiques pour adultes.

## Culture

### Événements
Une fois par an au mois de juillet a lieu le festival de l’huître. Ce festival de neuf jours débute le samedi le plus proche de la St-James. La journée commence par le ramassage des cages à huîtres. Ensuite, une procession avec des chevaux attelés se déroule dans le centre-ville avec la fourniture en huîtres des restaurateurs et des particuliers. Des animations se font alors quotidiennement.
Le musée propose des collections relatant les traditions maritimes locales (pêche, huîtres et navigation). En 2001, le musée fut récompensé d’un prix international de nautisme pour ses collections. 
Le théâtre principal se nomme Playhouse. Le seul cinéma local se nomme L’huître impériale (Imperial Oyster).

### Curiosités
La ville possède un mélange de plages de sable et de galets où les activités aquatiques sont populaires. À marée basse, il est possible de marcher sur un banc de galets de 750 mètres de long perpendiculaire à la plage.
Au large se trouvent 30 éoliennes de 140 mètres de haut produisant suffisamment d’électricité pour 70 000 habitations. Des fortifications marines datant de la Seconde Guerre mondiale (Forts Maunsell) sont visibles de la plage. Des excursions en bateau sont proposées au départ de la ville pour voir des baleines qui viennent parfois jusqu'à l’embouchure de la Tamise.
La rue la plus proche du front de mer se compose de maisons du milieu du XIXe siècle. La rue abrite le Favourite, un des derniers yawls à huîtres de la ville. Construit en 1824, il est maintenant préservé grâce à des bénévoles. La ville possède également une multitude de petites allées permettant aux pêcheurs de rejoindre la plage.

### Sports
La ville est une destination reconnue en Angleterre pour la pratique de sports nautiques. Le yacht club (1904) est un des plus vieux d’Angleterre et il prend part à des compétitions nationales toute l’année. Le championnat international de ski nautique se déroule chaque année dans la ville. 
La ville dispose d’un centre sportif (Badminton, tennis, volleyball, cricket, football en salle), d’un bowling à 10 pistes et d’une piscine.

### Média locaux
Les 4 journaux locaux sont ,:
- Whitstable Gazette (nouvelles exclusivement de la ville);
- KM Extra (nouvelles sur l’entièreté du district);
- Whitstable Times(nouvelles sur l’entièreté du district);
- Canterbury Adscene (nouvelles exclusivement de la ville).

La radio locale est kmfm. Elle se nommait avant 1997 CTFM.

### Divers
Le film Venus (2006) (avec Peter O'Toole) s’est tourné dans la ville.
L’acteur britannique Peter Cushing a fait bâtir une résidence secondaire dans la ville en 1959. Il y vécut à plein temps une fois sa retraite prise.

## Jumelages
- Dainville (France).
- Borken (Allemagne).
- Říčany (Tchéquie).
- Albertslund (Danemark).
- Mölndal (Suède).